# Kaijó (1943)
Kaijó (japonsky 海鷹) byla eskortní letadlová loď japonského císařského námořnictva. Vznikla přestavbou osobní lodě Argentina Maru a sloužila jako transportní, protiponorková a školní loď.

## Služba
Argentina Maru byla založena 22. února 1938, spuštění na vodu proběhlo 9. prosince téhož roku. Před vypuknutím války mezi Japonskem a USA ji zabavilo japonské válečné námořnictvo. Zpočátku přepravovala vojáky, ale v roce 1942 se započalo s její přestavbou na eskortní letadlovou loď. Trup lodi zůstal nezměněn, byl vybudován hangár a letová paluba o rozměrech 150 × 22 metrů, bez lodního ostrova. Paluba byla spojena s hangáry dvěma výtahy. Došlo k výměně motorů za výkonnější turbíny, dále byla přemístěna kotelna a byl vystavěn jeden komín vychýlený dolů na pravém boku lodi. Výzbroj Kaijó sestávala z osmi 127mm děl a 24 děl ráže 25 mm. V polovině roku 1944 přibylo do výzbroje dalších dvacet 25mm děl a osm 28hlavňových raketometů.
Do služby vstoupila 23. listopadu 1943. Kaijó sloužila pro transport letadel na jejich nové základny, poskytovala letecké protiponorkové krytí a taktéž místo pro výcvik pilotů a pozemního personálu. Dne 24. července 1945 byla poškozena náletem britských letadel z letadlových lodí HMS Indefatigable, HMS Formidable a HMS Victorious. Do konce války nebyla opravena a následně byla sešrotována.